# Banca Agricola Popolare di Sicilia
La Banca Agricola Popolare di Sicilia (Baps)  è una società cooperativa per azioni, fondata nel 1889, con sede sociale a Ragusa e filiali operanti nelle aree di Ragusa, Siracusa, Catania, Messina, Enna, Palermo, Caltanissetta, Agrigento, Roma e Milano. Fino al 30 novembre 2024 la denominazione societaria era Banca Agricola Popolare di Ragusa.

## Storia
La fondazione della banca viene fatta risalire al 10 marzo 1889, data in cui nacque la Banca Popolare Cooperativa di Ragusa (poi incorporata nell'istituto in oggetto, fondato nel 1902), quando un gruppo di ragusani composto da Luigi Cartia, Giorgio Morana Gulino, Giovanni Lupis, Corrado Schifitto, Gaetano Nicita, Vincenzo Cannì, Filipponeri Criscione e Carmelo Scribano firma l’atto di fondazione. I primi soci versarono il capitale e a fine anno furono circa 60 a sottoscrivere azioni, per un totale di 56.000 lire. L'impresa nacque sulla scia dell'intensa attività economica, agricola ed imprenditoriale, in quello che è stato rinominato Libero consorzio comunale di Ragusa, comprendente anche il territorio dell'antica contea di Modica. In particolare, dagli anni novanta in poi, la banca ha attuato una politica di espansione, ottenendo la leadership in campo regionale, promuovendo, in sinergia, l'economia del territorio. La capo-gruppo Banca Agricola Popolare di Sicilia controlla anche una società di intermediazione mobiliare con sede a Milano e una società immobiliare con sede a Ragusa.
La Baps è un istituto di credito da sempre considerato solido ed efficiente nel panorama bancario nazionale. Al 2020, sono presenti nella regione siciliana 85 sportelli.
Nel 2019, la Banca d'Italia ha dato all'Agricola il permesso di riacquistare azioni proprie sino al 2% del capitale primario.
A decorrere dal 30 novembre 2024, contestualmente al cambio di denominazione, ha effetto l'incorporazione della Banca Popolare Sant'Angelo.

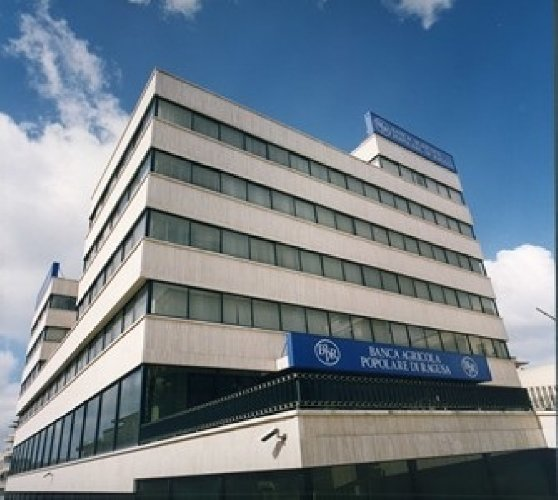
La sede centrale della Bapr a Ragusa in viale Europa 65.

## Interessi azionari
- Arca Fondi SGR (0.320%)[11]

## Premi
- "Creatori di valore" (Milano Finanza Global Awards 2018)[12]
- "Migliore banca per requisiti patrimoniali" (Milano Finanza Global Awards 2019)[13]
- "Migliore banca Regione Sicilia" (Milano Finanza Global Awards 2019)[13]